# Miracles (serie televisiva)
Miracles è una serie televisiva statunitense creata nel 2003 e durata una sola stagione, per un totale di sole 13 puntate.
La serie verte sulle indagini di un'organizzazione investigativa, la Sodalitas Quaerito, che indaga su presunti miracoli avvenuti sul suolo statunitense.
Il protagonista della serie è Paul Callan (Skeet Ulrich), un giovane investigatore che ha frequentato per anni il seminario ma che infine non ha preso i voti. Ora lavora per il Vaticano smascherando falsi miracoli all'apparenza autentici. Con un approccio sempre logico e pratico, e non trovando mai un vero segno della presenza divina, Callan ha una crisi di fede e inizia a dubitare dell'esistenza di miracoli autentici. Infine, di fronte a un miracolo che lo coinvolge personalmente e alla mancanza di interesse da parte del Vaticano, Callan abbandona il lavoro e si unisce all'agenzia Sodalitas Quaerito gestita dal misterioso Alva Keel (Angus Macfadyen). Argomento centrale di tutta la serie è l'enigmatica frase scritta con il sangue che compare sulla scena di alcuni miracoli: "God is now here" (Dio ora è qui) che - letta in altro modo - può diventare "God is nowhere" (Dio è in nessun posto), instaurando quindi il dubbio che i miracoli autentici scovati da Callan siano frutto del diavolo.
Il produttore esecutivo fu David Greenwalt, meglio conosciuto per essere il co-creatore di Angel, lo spin-off di Buffy l'ammazzavampiri.
Nonostante i buoni giudizi della critica e un discreto gruppo di fan, Miracles fallì clamorosamente nello share, soprattutto a causa dell'avventato orario in cui la ABC lo inserì in palinsesto e della concomitante crisi della guerra in Iraq. Dopo soli sei episodi trasmessi, la serie venne sospesa e i restanti 7 episodi non andarono mai in onda negli Stati Uniti. Il canale televisivo canadese Vision TV alcuni mesi dopo, nell'ottobre 2003, mandò in onda tutti i 13 episodi prodotti.
I numerosi fan della serie cercarono di impedirne la cancellazione facendo partire delle petizioni online e aprendo un sito ma, nonostante l'impegno profuso, l'ABC non ritornò mai sui suoi passi.
In Italia la serie non godette di molto successo: Rai 2 la propose in tarda serata in coppia con un'altra sfortunata serie horror, Fantasmi. Entrambe le serie, anche a causa della programmazione ad orari variabili, non ebbero molto successo; "Fantasmi" non fu più replicata, mentre "Miracles" è stata ritrasmessa dal novembre 2012 dal canale Giallo.
| Stagione       | Episodi | Prima TV originale | Prima TV Italia |
| -------------- | ------- | ------------------ | --------------- |
| Prima stagione | 13      | 2003               | 2004            |